# Монах Нестор
Монах Нестор, познатији као Летописац Нестор (рус. Нестор Летописец; 1056 — 1114) је био руски монах који је написао неке од најстаријих руских летописа. Најпознатије дело му је Слово о Игоровом походу и Несторова хроника која је описује прве векове Кијевске Русије. Поред тога написао је Житије Теодосија Печерског и једну од редакција дела Житије Бориса и Глеба.
Из његовог живота познато је само да се 1073. замонашио у Кијево-печерској лаври, и да је заједно с другом двојицом монаха успешно испунио задатак проналаска мошти Светог Теодосија Печерског. Претпоставља се да је подржавао кнеза Свјатополка II у његовом ослањању на Скандинавце, а против утицаја Византије на Кијев.
Језик његових летописа је руска редакција старословенског језика. Етнолошки детаљи о разним групама Словена од посебног су значења. Ипак, у његовом су делу присутне многе легенде, а стил му је понекад толико песнички да је вероватно користио народне епове.